# 新藤常右衛門
新藤 常右衛門（しんどう つねえもん、1905年12月 - 1976年5月12日）は、日本の陸軍軍人。最終階級は陸軍大佐。

## 経歴
鳥取県生まれ。大阪陸軍地方幼年学校を経て、1924年、陸軍士官学校（36期）を卒業。少尉任官とともに航空兵（操縦者）を志願、所沢気球隊付。1926年、所沢陸軍飛行学校入校。1933年、大尉に昇進。1935年、ハルピンの飛行第11戦隊中隊長、のち陸軍大学校専修課程修了。1941年、飛行第87戦隊長。岐阜飛行師団参謀、明野陸軍飛行学校教官を経て、1944年、第16飛行団長に就任し、飛行団の陣頭に立って空中戦にも参加。同年の8月20日、北九州に飛来したB-29一機を撃墜。この当時、彼は41歳であり、少なくとも日本陸軍の飛行兵でB-29を撃墜した経験のあるパイロットとしては最年長となる。その後、レイテ戦線にも転戦して活躍。1945年、明野飛校付。

## 著書
- 『あ丶疾風戦闘隊 - 大空に生きた強者の半生記録』光人社、1971年。